# Lechstaustufe 6 – Dornau
Die Dornautalsperre (auch: Staudamm Dornau, Dornauer Talsperre oder Lech-Staustufe 6) liegt bei Schongau im Landkreis Weilheim-Schongau in Bayern am Lech und gehörte dem Bayernwerk (Bayerische Wasserkraftwerke), heute der Uniper Kraftwerke GmbH. Der Stausee wird von den Bundesstraßen 17 und 472 auf der Lechtalbrücke Schongau gequert.

## Zweck

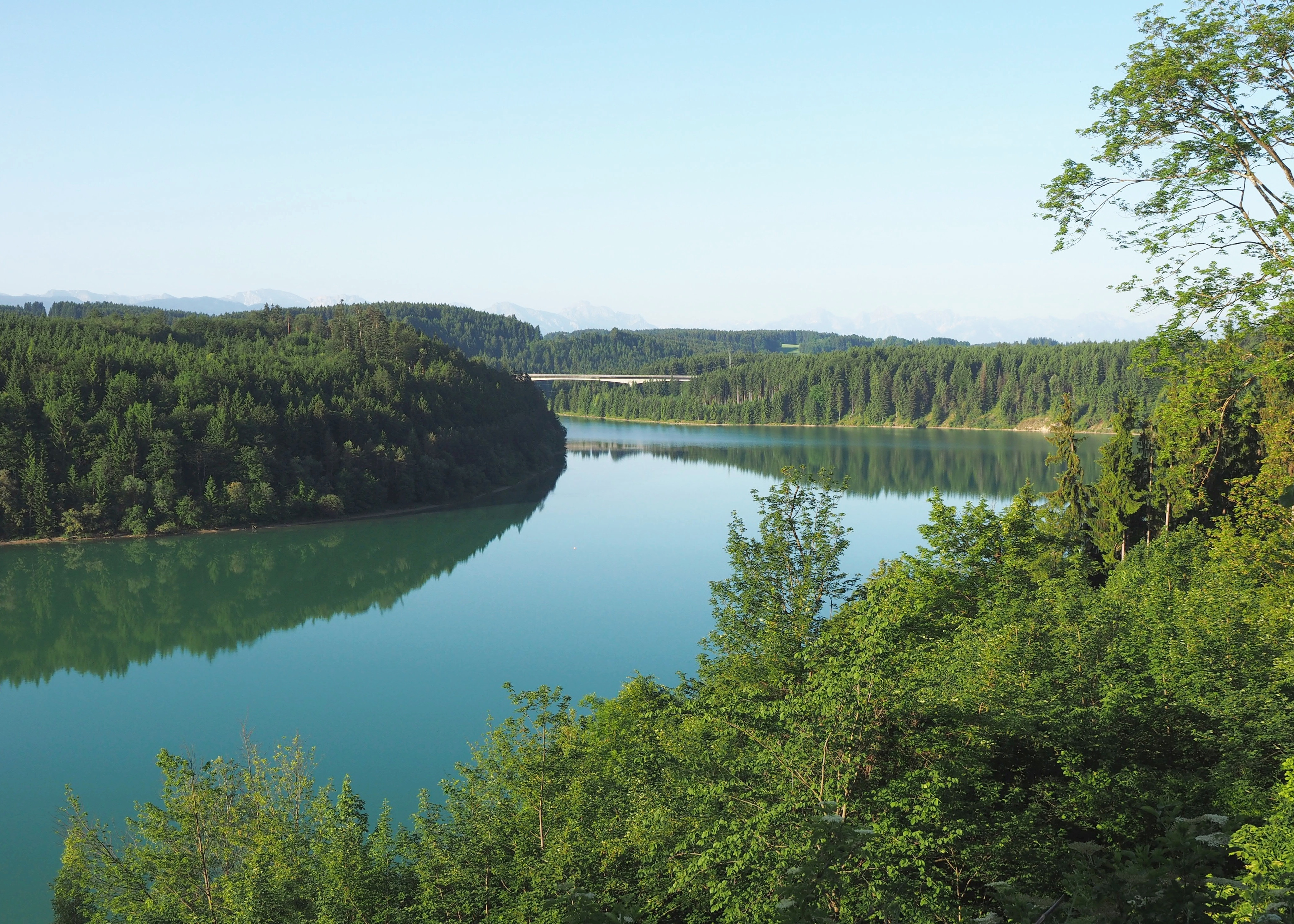
Stausee vom nördlichen Lechhochufer aus gesehen

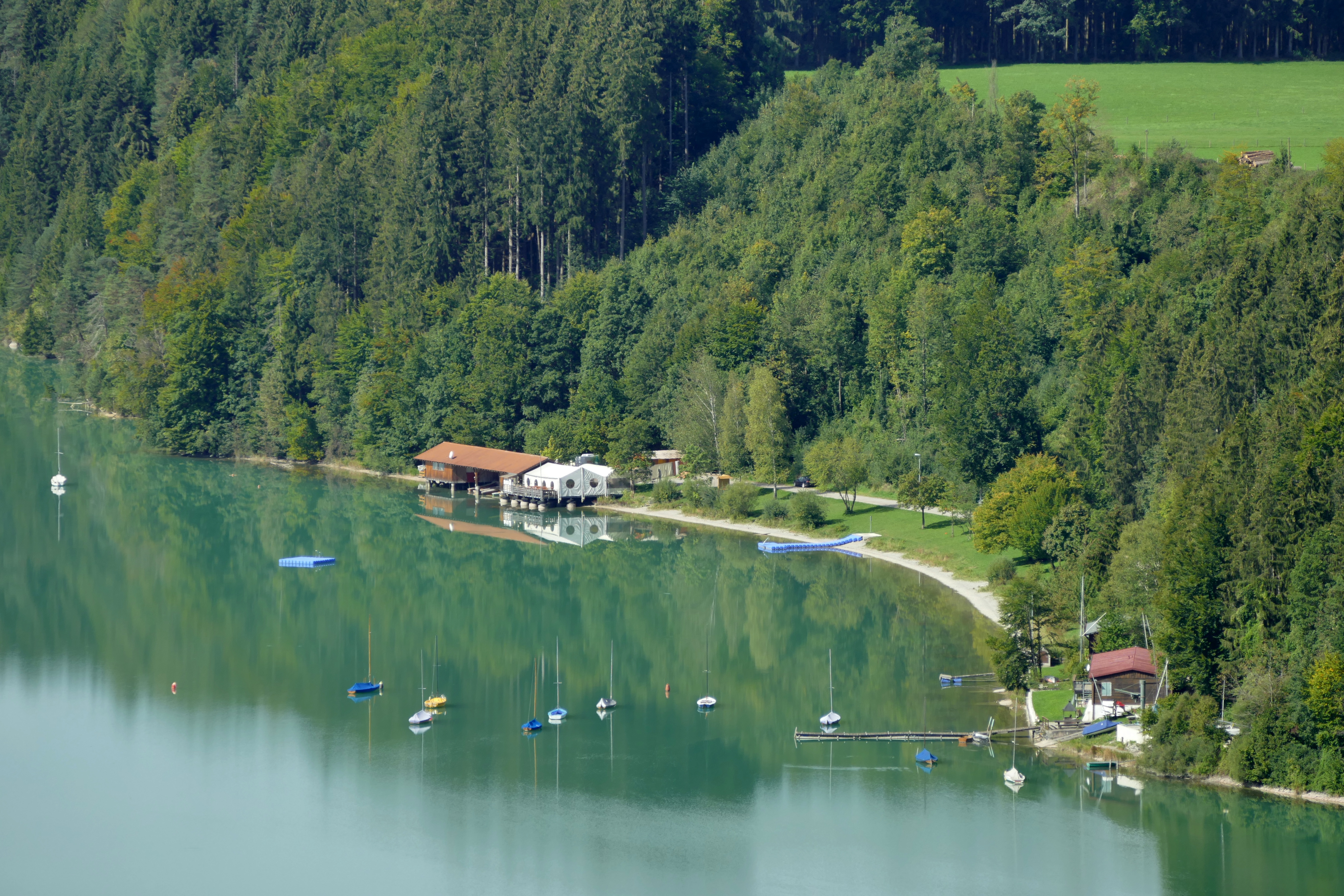
Restaurant und Freibad „Lido“ am Nordufer des nördlichen Stauseeteils

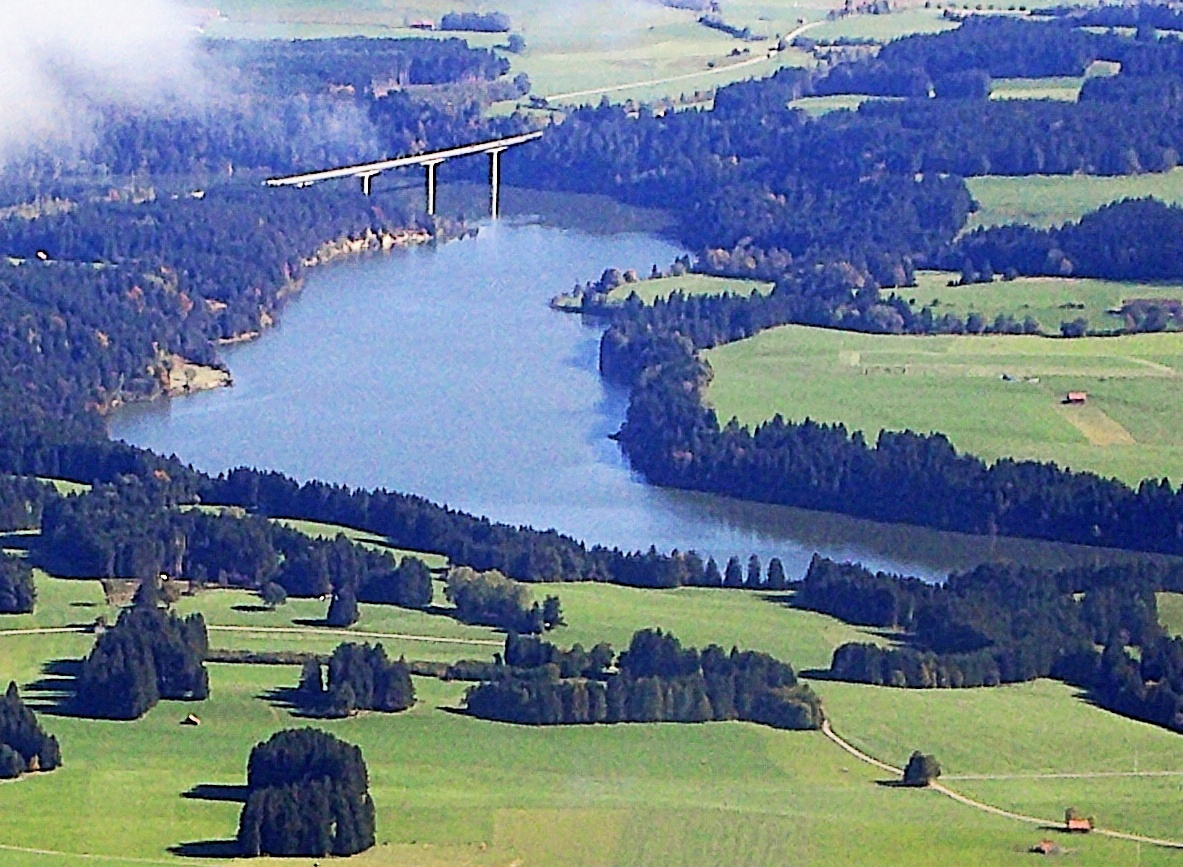
Stausee (südlicher Teil) mit Lechtalbrücke

Die von 1958 bis 1960 gebaute Talsperre dient der Stromerzeugung aus Wasserkraft, dem Hochwasserschutz, der Niedrigwasseraufhöhung und der Naherholung. Von dem gesamten Stauraum (24 Mio. m³) sind 3,6 Mio. Hochwasserschutzraum, 6,1 Mio. Betriebsraum, 12,3 Mio. Reserveraum und 2 Mio. Totraum.
Die Ausbauleistung des Wasserkraftwerks ist 22,2 MW. Im Jahr werden im Mittel 101,2 GWh Strom erzeugt.

## Staudamm
Der Staudamm ist ein Kiesschüttdamm mit einer Lehmkerndichtung. Er wurde 1959 in weniger als einem Jahr Bauzeit gebaut. Noch im selben Jahr wurde der Stausee ohne Probestau bis zum Stauziel aufgestaut. Mit allen Vorarbeiten und Nebenanlagen erstreckte sich die Bauzeit von 1958 bis 1960. Die Dornauer Talsperre wird auch Flaschenhals genannt, da sie nur ein wenig breiter als der Lech ist.

## Hochwasserentlastung
Die Talsperre hat mehrere Möglichkeiten zur Hochwasserentlastung. Es gibt eine Heberanlage mit 287 m³/s Leistungsfähigkeit, Tiefenablässe mit 495 m³/s (zusammen 782 m³/s), Grundablässe mit 450 m³/s und die Turbinen, über die maximal 120 m³/s abgegeben werden können. Insgesamt sind das 1352 m³/s.